# Agave atrovirens
Agave atrovirens, de nombre común maguey pulquero es una planta suculenta perteneciente a la familia de las agaváceas, nativa de México, a partir de cuyo zumo se elabora el pulque, una bebida típica de ese país. Es conocida también con los nombres comunes de maguey,  maguey manso y tlacámel, tlacámetl o clacámel (nahuatlismos, de tlacametl, "maguey del hombre").

## Descripción
Es una planta herbácea suculenta de entre 2 a 2,5 m de altura, es la especie más alta del género Agave, con gruesas hojas dispuestas en forma de roseta de unos 30 a 40 cm de anchura, cada una posee una espina en el ápice. La inflorescencia surge de un tallo en el centro de la planta que puede medir hasta 2 m de altura, con flores, de color amarillo, que forman un racimo.

## Usos

Magueyes en edad adulta.

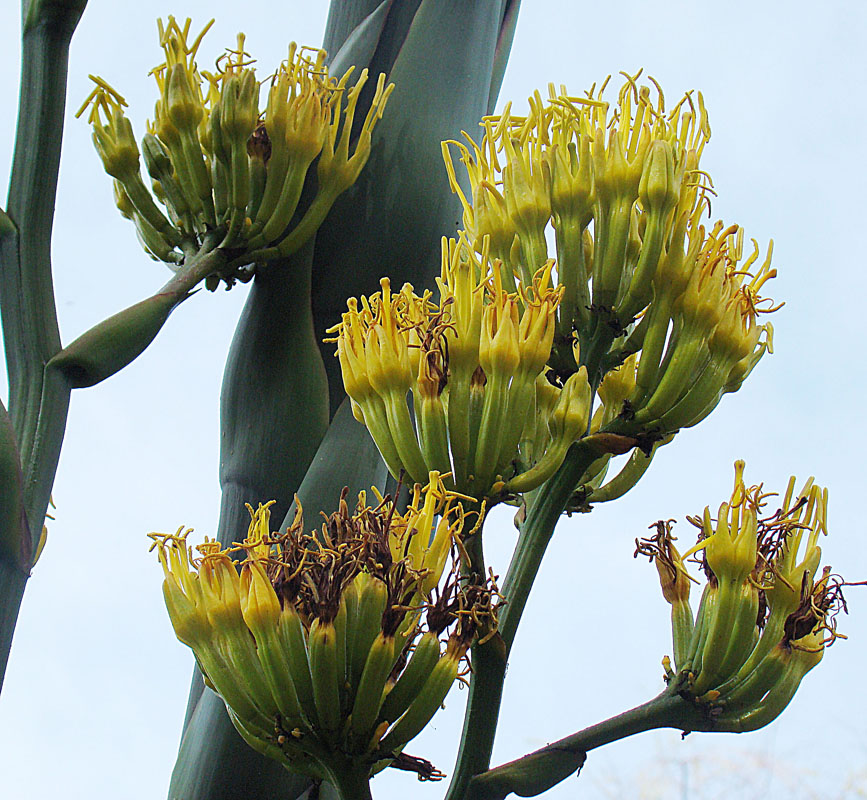
Flores

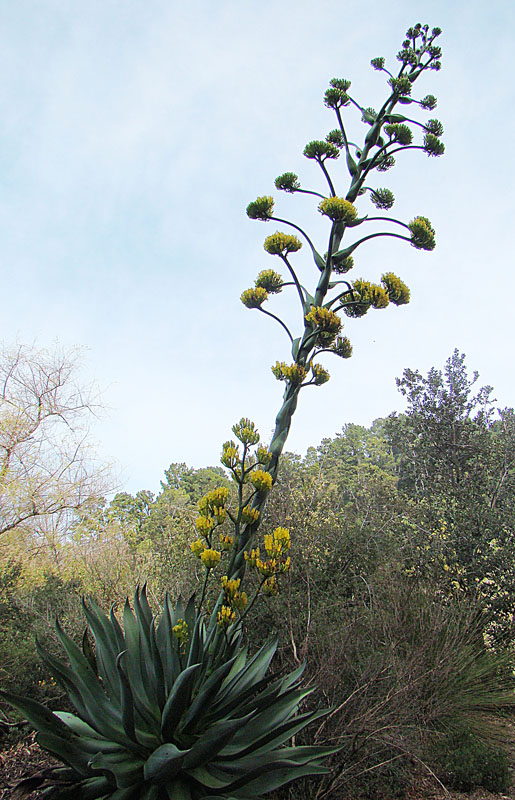
Inflorescencia

Las fibras extraídas de sus hojas se utilizan en la elaboración de tejidos.

En la cultura mexicana se usa tradicionalmente para la elaboración del pulque.

## Historia
Hay información de que en México se ha usado como planta medicinal desde el siglo XVI, según Bernardino de Sahagún y posteriormente, Francisco Hernández de Toledo.

## Taxonomía
Agave atrovirens fue descrita por Karw. ex Salm-Dyck y publicado en Hort. Dyck. 302 1834.
Etimología
Agave: nombre genérico que fue dado a conocer científicamente en 1753 por el naturalista sueco Carlos Linneo, quien lo tomó del griego Agavos. En la mitología griega, Ágave era una ménade hija de Cadmo, rey de Tebas que, al frente de una muchedumbre de bacantes, asesinó a su hijo Penteo, sucesor de Cadmo en el trono. La palabra agave alude, pues, a algo admirable o noble.
Sinonimia
- Agave atrovirens var. cochlearis Trel.
- Agave atrovirens var. latissima (Jacobi) Rose
- Agave atrovirens var. marginata Trel.
- Agave atrovirens var. mirabilis (Trel.) Gentry
- Agave canartiana Jacobi
- Agave coccinea Roezl ex Jacobi
- Agave deflexispina Jacobi
- Agave gracilis Jacobi
- Agave latissima Jacobi
- Agave macroculmis Tod.
- Agave mirabilis Trel.
- Agave ottonis Jacobi
- Agave schlechtendahlii Jacobi
- Agave tehuacanensis Karw. ex Otto
- Littaea gracilis Verschaff.[8][9]